# Suiza en los Juegos Olímpicos de Turín 2006
Suiza estuvo representada en los Juegos Olímpicos de Turín 2006 por un total de 125 deportistas que compitieron en 13 deportes.  
El portador de la bandera en la ceremonia de apertura fue el deportista de snowboard Philipp Schoch.

## Medallistas
El equipo olímpico suizo obtuvo las siguientes medallas:
| Nombre                                                              | Deporte            | Competición                |
| ------------------------------------------------------------------- | ------------------ | -------------------------- |
| Oro                                                                 |                    |                            |
| Evelyne Leu                                                         | Esquí acrobático   | Salto aéreo F              |
| Maya Pedersen-Bieri                                                 | Skeleton           | Individual F               |
| Tanja Frieden                                                       | Snowboard          | Campo a través F           |
| Philipp Schoch                                                      | Snowboard          | Eslalon gigante paralelo M |
| Daniela Meuli                                                       | Snowboard          | Eslalon gigante paralelo F |
| Plata                                                               |                    |                            |
| Mirjam Ott Binia Beeli Valeria Spälty Michèle Moser Manuela Kormann | Curling            | Equipo F                   |
| Martina Schild                                                      | Esquí alpino       | Descenso F                 |
| Stéphane Lambiel                                                    | Patinaje artístico | Individual M               |
| Simon Schoch                                                        | Snowboard          | Eslalon gigante paralelo M |
| Bronce                                                              |                    |                            |
| Martin Annen Beat Hefti                                             | Bobsleigh          | Doble M                    |
| Martin Annen Beat Hefti Cédric Grand Thomas Lamparter               | Bobsleigh          | Cuádruple M                |
| Bruno Kernen                                                        | Esquí alpino       | Descenso M                 |
| Ambrosi Hoffmann                                                    | Esquí alpino       | Supergigante M             |
| Gregor Stähli                                                       | Skeleton           | Individual M               |